# Кипарисовик Сухіна
Кипарисовик Сухіна — ботанічна пам'ятка природи місцевого значення, знаходиться в Подільському районі м. Києва по вулиці Тираспольська, 43 / 1. Заповідана у 2013 році.

## Опис
Кипарисовик Сухіна являє собою дерево віком більше 150 років. Висота дерева 10 м, на висоті 1,3 м це дерево має 2,1 м в охопленні.

## Назва
Кипарисовик названий на честь С. Сухіна, який знайшов це дерево і повідомив про нього в Київський еколого-культурний центр.

## Галерея

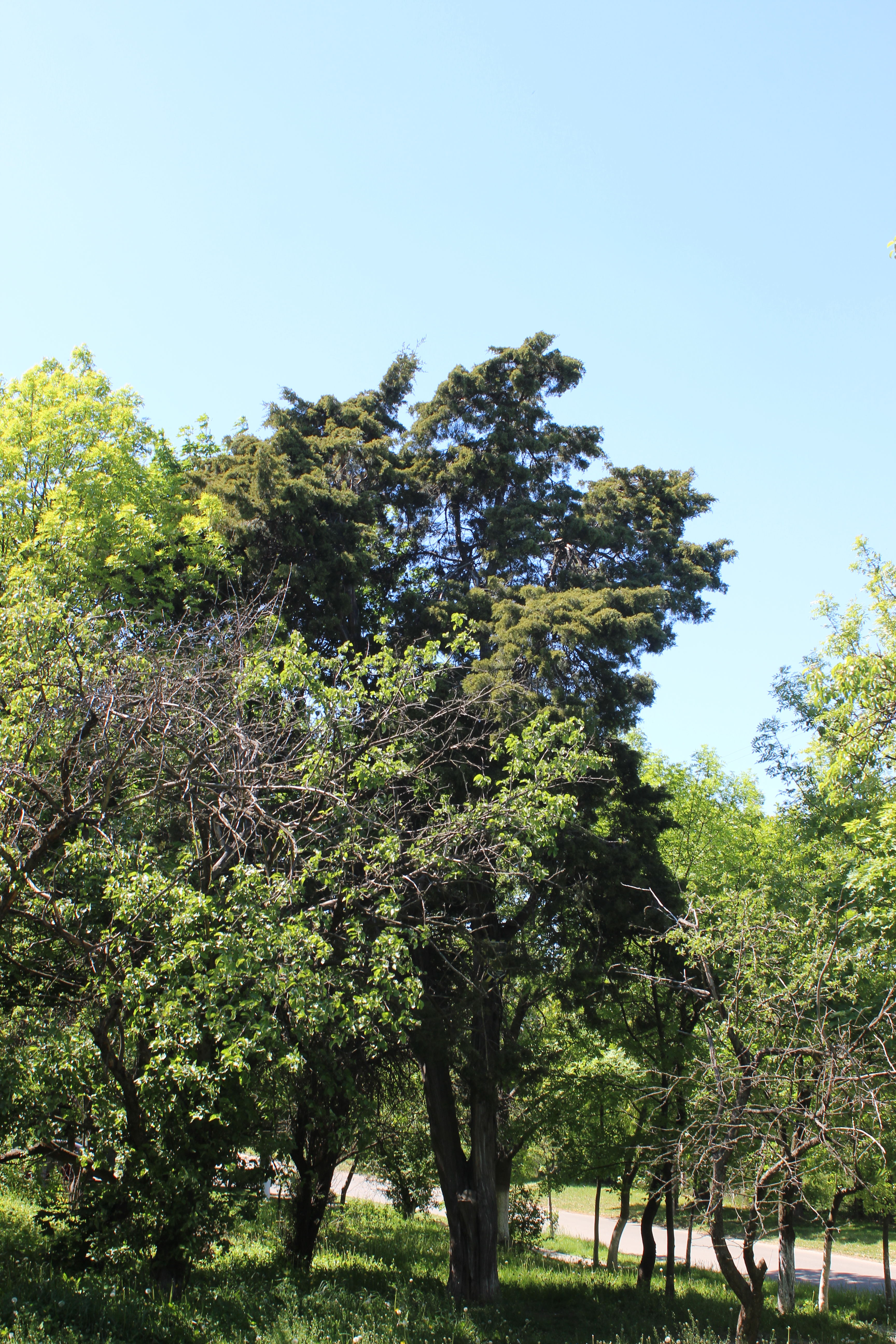
Кипарисовик Сухіна (травень 2017)
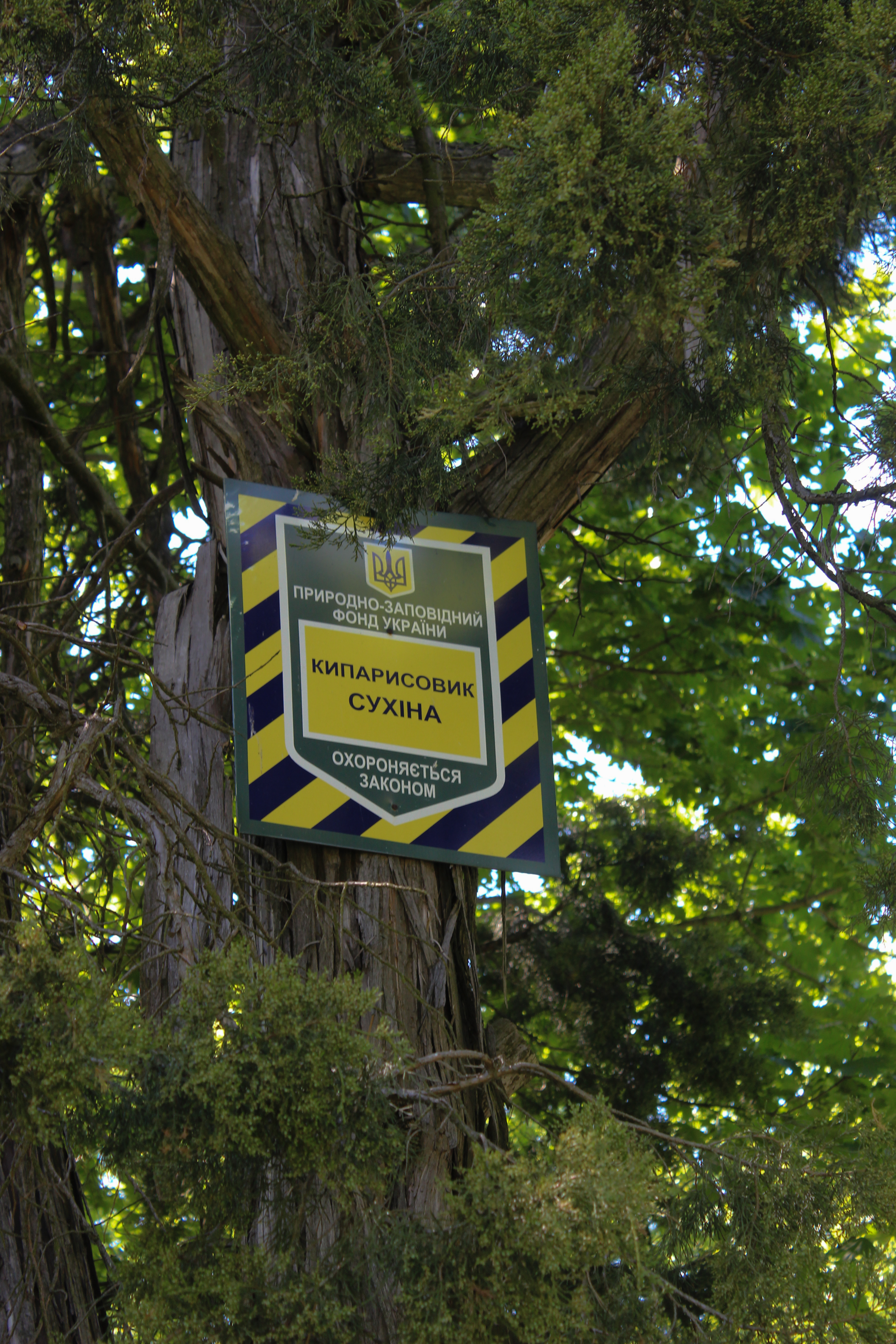
Кипарисовик Сухіна. Природоохоронний знак (травень 2017)
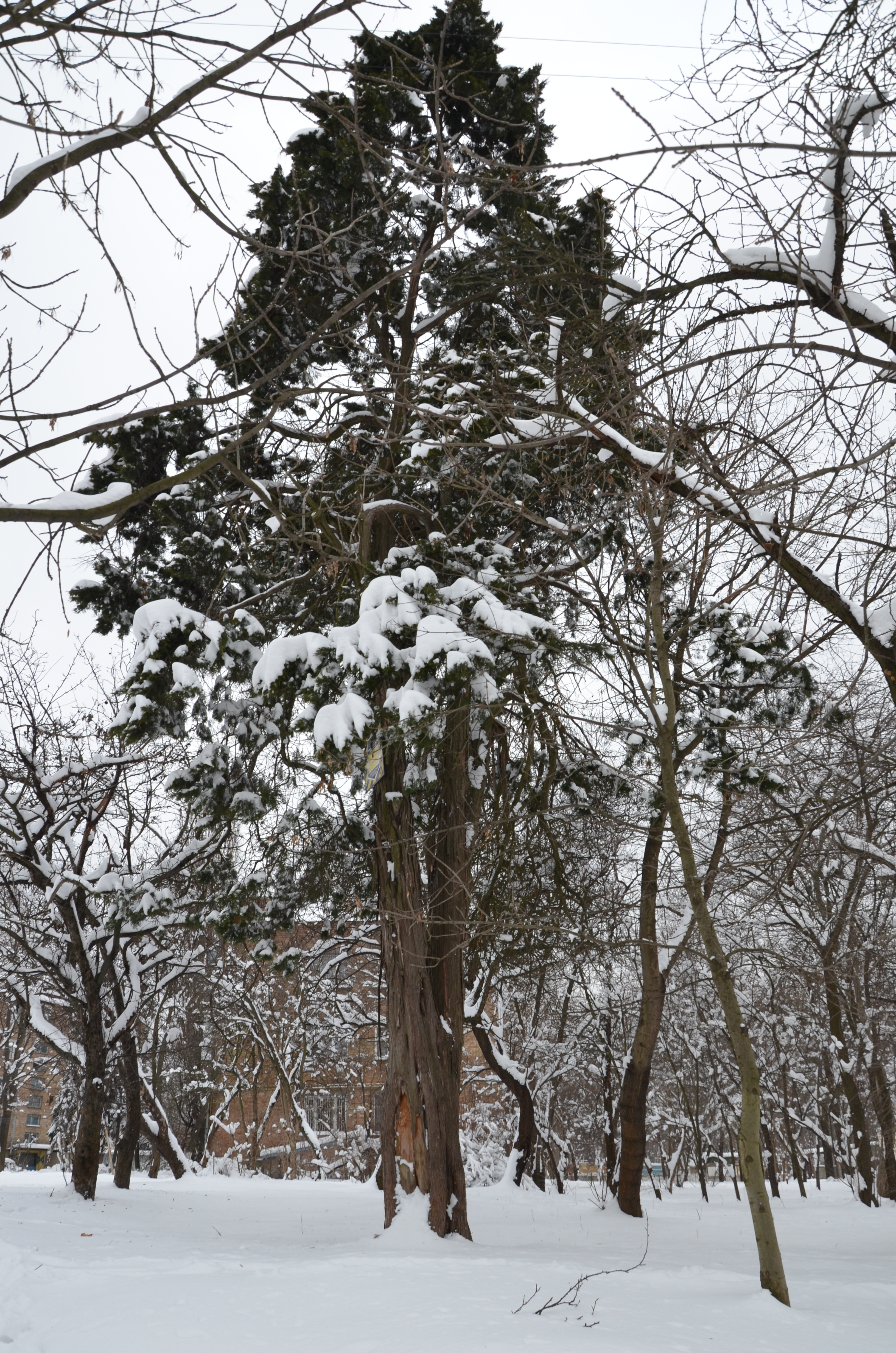
Кипарисовик Сухіна (лютий 2015)